# Vlada Mađarske
Vlada Mađarske (mađarski: Magyarország Kormánya) izvršava izvršnu vlast u Mađarskoj. Njome rukovodi premijer, a čine je ministri. To je glavni organ javne uprave. 
Premijera (mađ. miniszterelnök) bira Narodna skupština i služi kao šef vlade i izvršava izvršnu vlast. Premijer je čelnik stranke s najviše zastupničkih mjesta u parlamentu. On bira ministre i ima isključivo pravo da ih razriješi. Kandidati za premijera moraju se pojaviti pred konzultativnim otvorenim ročištima pred jednim ili više parlamentarnih odbora, biti potvrđeni glasovanjem u Narodnoj skupštini i formalno odobreni od predsjednika. Vlada je odgovorna parlamentu.
Nakon pada komunizma, Mađarska ima višestranački sustav. Posljednji parlamentarni izbori u Mađarskoj održani su 6. travnja 2014. Ovi parlamentarni izbori bili su sedmi od prvih višestranačkih izbora 1990. godine. Rezultat je bila pobjeda saveza Fidesz – KDNP, zadržavajući dvotrećinsku većinu s Viktor Orbánom, koji je ostao premijer i ima 9 ministara. To su bili prvi izbori prema novom Ustavu Mađarske koji je stupio na snagu 1. siječnja 2012. Novi izborni zakon također je stupio na snagu toga dana. Birači su izabrali 199 zastupnika umjesto prethodnih 386 zastupnika.

## Dosadašnji premijeri
- József Antall, 1990. – 1993.
- Péter Boross, 1993. – 1994.
- Gyula Horn, 1994. – 1998.
- Viktor Orbán, 1998. – 2002.
- Péter Medgyessy, 2002. – 2004.
- Ferenc Gyurcsány, 2004. – 2009.
- Gordon Bajnai, 2009. – 2010.
- Viktor Orbán, 2010.-